# طيف (فيزياء)
الطيف (بالإنجليزية: Spectrum)‏ مصطلح يطلق على أي فئة من الكيانات المتشابهة أو الخصائص المرتبة حصرًا وفق زيادة أو نقصان الكمية. وعمومًا، فإن الطيف يمثل عرض أو مخطط لكثافة الإشعاع (إشعاع جسيمات، أو فوتونات، أو صوتي) كتابع للكتلة، أو كمية الحركة، أو طول الموجة، أو التردد، أو بعض الكمية الأخرى ذات الصلة. على سبيل المثال، يمثل طيف جسيمات بيتا توزيع الطاقة الحركية للإلكترونات سالبة الشحنة الصادرة تلقائيًا من بعض النوكليدات النشطة إشعاعيًا.
وعندما يصدر عنصر مشع جسيمات ألفا فإنها تنتج طيفا من جسيمات ألفا ذا طاقة واحدة معينة أو أكثر.
ينتج الطيف الكتلي عندما تمر جسيمات مشحونة (ذرات مختلفة أو جزيئات مختلفة متأينة) خلال مطياف الكتلة فتنحرف تحت تأثير حقل كهربائي أو حقل مغناطيسي مسلط عليها بحسب نسبة الشحنة إلى الكتلة . يزيد الانحراف كلما صغرت كتلة الجزيئات . بهذا فإن مطياف الكتلة يعزل الجزيئات الخفيفة عن الجزيئات الثقيلة.
طيف الصوت هو توزيع ترددات الصوت المختلفة الصادرة من مصدر صوتي معين، ومثلا لكل إنسان له طيف صوتي خاص به ولا يشاركه فيه أحد . ويمكن التعرف على الشخص من طيف صوته، وهو وسيلة تشبه البصمة للتعرف على الاشخاص، وتعتمد على تحليل طيف صوتهم .
 طيف كهرومغناطيسي هو طيف الموجات الكهرومغناطيسية ، و الطيف الكهرومغناطيسي هو الأعم، فإنه يشمل أشعة غاما ذات الطاقة العالية، و الأشعة السينية متوسطة الطاقة، والأشعة فوق البنفسجية والضوء المرئي والأشعة تحت الحمراء ذات طاقة ضعيفة، و الأشعة ذات طاقة أضعف وهي الأشعة الراديوية .
أي أن الطيف المرئي هو جزء من الطيف الكهرومغناطيسي لأن الضوء المرئي ما هو إلا موجات كهرومغناطيسية.
وبحسب مجال الدراسة والاستخدام فيمكن الكلام عن مطيافية الأشعة تحت الحمراء أو عن طيف الموجات الراديوية أو طيف الأشعة السينية . ولكنها كلها نطاقات مختلفة من الطيف الكهرومغناطيسي الذي يشملهم جميعا . وكل من تلك النطاقات يتميز بنطاق معين من طول الموجة أو التردد .

## طيف الانبعاث

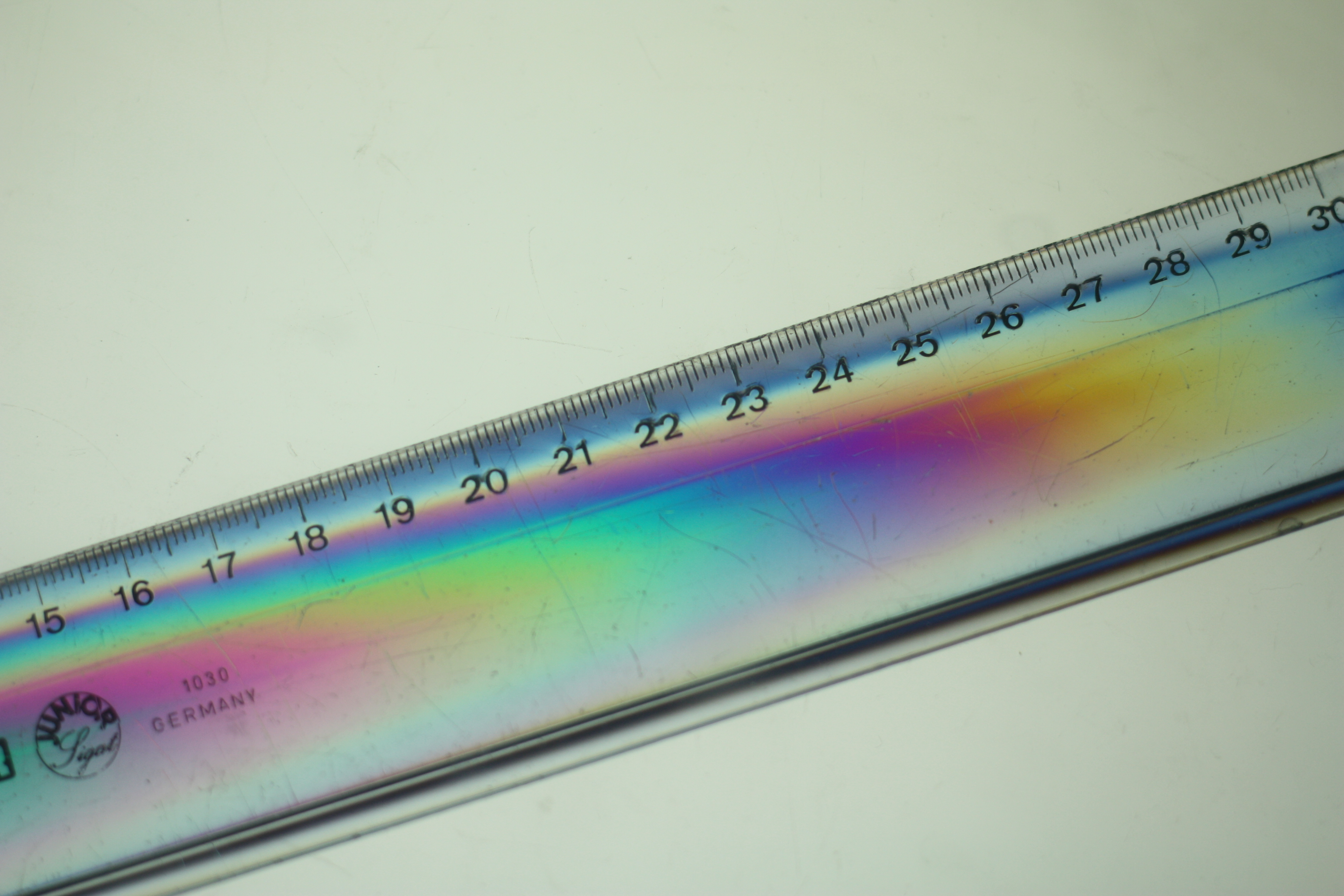
طيف في مسطرة تصلها أشعة الضوء من زوايا معينة

ينتج طيف الانبعاث عن الإشعاعات المنبعثة عن منبع ضوئي، ويصدر الضوء عندما تكون الذرات أو الجزيئات في حالة إثارة وهذا يحدث إما بالتسخين وكذلك عندما يمر التيار الكهربائي في المصباح فتصطدم الإلكترونات بإلكترونات مادة الفتيل المعدني وتثيرها فتشع ضوءاً، ويقول الفيزيائي إن المصباح يصدر فوتونات أي أشعة ضوئية. فإذا وجهنا هذه الأشعة إلى كراس زجاجي فإنه يحلل ضوء المصباح إلى عدة إشعاعات منفصلة تبدو كخطوط ملونة مميزة للمصباح . ووفقاً لطبيعة المنبع الضوئي، يمكن لطيف الإصدار أن يكون طيفا مستمراً (خطوطه متلاصقة لكثرتها ) أو متقطعًا (خطوطه منفصلة وقليلة)، ويسمى الخط منهم خط طيفي (بالإنجليزية: Spectral line)‏، وإذا تعددت الخطوط الطيفية فتسمى نطاق طيفي (بالإنجليزية: Spectral bands)‏ 

## طيف امتصاص
ينتج الطيف الامتصاصي في الإشعاع الصادر المستمر (كثير الخطوط الطيفية) عندما يتخلل مادة تخفض شدة الإشعاع بسبب امتصاص المادة لبعض خطوط طيف المصدر الضوئي . يحدث ذلك الامتصاص عندما تتوافق طول موجة ضوئية معينة من المصدر مع طول الموجة نفسها في المادة الممتصة . عندئذ تمتص المادة تلك الموجة الضوئية بذاتها، فتختفي من طيف الإصدار للمصدر الضوئي، وتظهر في هيئة خط أسود . الخطوط المزالة من الطيف المستمر عند تخلخله في الوسط الماص هي تلك التي ستظهر كخطوط سوداء بسبب امتصاصها .
تُعرف تبادلية الإصدار والامتصاص بمبدأ كيرشوف، الذي يشرح، مثلا طيف الامتصاص الشمسي حيث يظهر فيه آلاف الخطوط الطيفية السوداء لعناصر غازية في جو الشمس في طيفها المستمر.

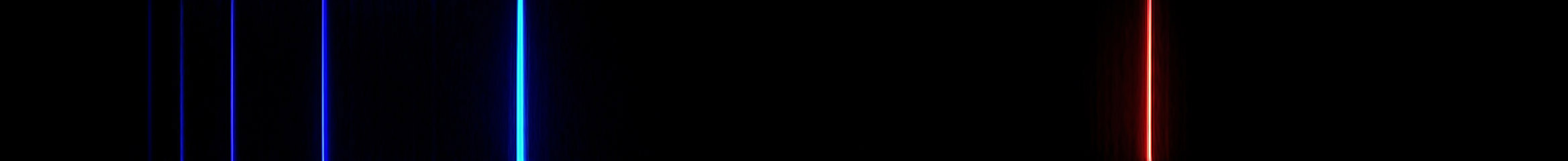
طيف الهيدروجين المرئي من مجموعة خطوط بالمر. الخط H-ألفا هو الخط البرتقالي إلى اليمين. والخطوط إلى اليسار فهي من الأشعة فوق البنفسجية حيث طول موجاتها أقصر من 400 نانومتر.

## طيف الجسم الساخن

طيف الانبعاث (الإشعاع كدالة لطول الموجة) لجسم أسود لدرجات حرارة من 100 كلفن إلى 10000 كلفن في نظام إحداثيات لوغاريتمي مزدوج. هناك طيف مستمر هنا.

يحتوي الطيف المستمر سلسلة مستمرة من الموجات أو الترددات ضمن نطاق طويل. جميع الأجسام التي ليست في درجة الصفر المطلق من اجسام صلبة، و سائلة، و غازات تصدر طيفا مستمرًا، مثل فتيل مصباح متوهج أو في الفرن العالي. ينتج الطيف المستمر عمومًا في درجات الحرارة العالية . وبينت التجربة أن توزيع ترددات الأشعة الصادرة من جسم معين عند درجة حرارة 1500 كلفن مثلا لا يتغير شكله عندما يبرد الجسم إلى درجة حرارة 500 مثلا . كل ماهنالك أن منحنى التوزيع ينزاح بأكمله في اتجاه الموجات الطويلة، حتي إذا تُرك الجسم ليبرد إلى درجة حرارة الغرفة (300 كلفن) فإن منحنى التوزيع يحتفظ بشكله ولكنه ينزاح في اتجاه موجات أطول . و يُعبر عن توزيع أطوال الموجات وبالتالي توزيع طاقة الأشعة الصادرة من جسم ساخن واعتمادها على درجة الحرارة ب قانون بلانك.

## التردد وطول الموجة
ترتبط التردد لشعاع بطول موجته بالعلاقة :
{\displaystyle f={\frac {c}{\lambda }}}
حيث أن:
{\displaystyle f} هو تردد الموجة
{\displaystyle c} هي سرعتها
{\displaystyle \lambda } هو طول الموجة
بالنسبة للضوء و الموجات الكهرومغناطيسية تكون c هي سرعة الضوء والتي تبلغ في الفراغ نحو 300.000 كيلومتر في الثانية .
أي أنه توجد علاقة عكسية بين التردد وطول الموجة، لأن سرعة الضوء ثابته لا تتغير في الفراغ .
(ملحوظة : تنطبق نفس المعادلة السابقة أيضا على تردد الصوت وطول موجته وسرعته، مع العلم أن سرعة الصوت في الهواء تبلغ 340 متر في الثانية عند درجة حرارة 20 درجة مئوية وعلى ارتفاع سطح البحر) .

## الأطوال الموجية التقريبية لألوان الطيف

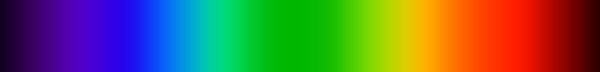
طيف الضوء المرئي.

على الرغم من أن الطيف مستمر ولا توجد حدود واضحة بين لون واحد واللون التالي ، يقدم الجدول التالي القيم المحددة للحقول اللونية الرئيسية ، مع تحديد الأسماء وحدود طول الموجة .
يُحْصَلُ على تردد الإشعاع بالهرتز بقسمة سرعة الضوء ، حوالي 3×108 متر / ثانية ، على الطول الموجي بالأمتار.
و يُحْصَلُ على التردد بالتيراهرتز (THz) بقسمة 300000 على الطول الموجي بالنانومتر ، أو 1×10−9 متر.
| طول الموجة (nm) | [حقل اللون] | اللون | تعليق                     |
| --------------- | ----------- | ----- | ------------------------- |
| 380 — 449       | بنفسجي      | 445   | primaire CIE 1931 : 435,8 |
| 478 — 483       | أزرق        | 480   |                           |
| 510 — 541       | اخضر        | 525   |                           |
| 575 — 579       | اصفر        | 577   |                           |
| 588 — 593       | برتقالي     | 590   |                           |
| 622 — 780       | احمر        | 650   | primaire CIE 1931 : 700   |

1. ↑  L'algorithme de calcul des couleurs se trouve dans l'article دالة ضيائية.